# Балаково (аэропорт)
Балаково — бывший аэропорт города Балаково, Саратовская область.
Аэродром 1 класса, был способен принимать самолёты Ил-76, Ту-154 и все более лёгкие, вертолёты всех типов. Максимальный взлётный вес принимаемых воздушных судов 180 тонн. Классификационное число ВПП (PCN) 25/R/X/T.
С 2001 года аэродром закрыт, на его территории действует посадочная площадка (официальное название «Малая Быковка») для производства авиационных работ на самолётах Ан-2 и вертолётах.

## История

### Старый аэропорт
Первые регулярные рейсы из старого аэропорта Балаково (который находился вблизи города, в районе нынешнего профилактория АЭС, и имел только грунтовые ВПП) были выполнены по маршруту Балаково — Вольск — Саратов (и обратно) 18 февраля 1956 года на самолёте Ан-2.
С марта 1965 года рейсы выполнялись также на самолётах Ли-2, с мая того же года начал выполняться рейс на самолётах Ил-14 в Москву. С 5 августа 1967 года открыты рейсы на самолётах Ан-2 по маршрутам Балаково — Духовницкое — Хвалынск — Куйбышев, Балаково — Вольск — Маркс, Балаково — Базарный Карабулак — Лопатино — Пенза.
В 1964 году образована - Балаковская ОАЭ Саратовского ОАО Приволжского УГА.
14 июня 1976 года образован - 363 Балаковский объединенный авиаотряд Приволжского УГА, 
1 октября 1960 года для метеообеспечения аэропорта Балаково была организована авиаметеорологическая станция (АМСГ) III разряда Балаково. В 1978 году АМСГ получила II разряд, закрыта 18 декабря 2001 года.
В 1970 году АМСГ был присвоен III разряд, организована синоптическая группа, обслуживающая Балаковский авиаотряд.

### Новый аэропорт
В начале 1980-х годов началось строительство нового аэропорта с искусственной ВПП в 10 км южнее Балаково (вблизи автодороги на Ершов), необходимость создания которого была вызвана строительством Балаковской АЭС и созданием вблизи неё (как и всех АЭС) зоны, запретной для полётов.
Новый аэропорт был открыт в декабре 1984 года, АМСГ был присвоен II разряд.
25 августа 1985 года выполнен первый регулярный рейс № 782 Балаково — Москва на самолёте Ан-24 Пензенского авиаотряда.                                                          
С 1987 года рейсы стали выполняться на самолётах Ан-24 Саратовского авиаотряда. В том же году в Балаковский авиаотряд поступили три самолёта Ан-24 (Ан-24Б с бортовым номером 46318, Ан-24РВ с бортовыми номерами 46520 и 47264);
С июня 1989 года аэропорт начал принимать самолёты Як-42; первый регулярный рейс на Москву состоялся 21 августа того же года на самолёте Саратовского авиаотряда.
В апреле 1990 года аэропорт (впервые в Саратовской области) принял самолёт Ту-154, который совершал технический рейс. В июле 1991 года аэропорт принял ещё более крупный самолёт — Ил-76.
С 14.06.1976 и по 01.03.1993 года Балаковским объединённым авиаотрядом (363 Летный отряд Приволжского УГА) эксплуатировались:
- самолёты Ан-2 (Ан-2П с бортовыми номерами 07467,07470,07476,62610,62611; Ан-2Т с бортовым номером 70131; Ан-2ТП с бортовыми номерами: 33579,40549 Ан-2Р с бортовыми номерами: 01482 01486 01531 01649 02205  02206 02693  02791 05706 06256 07166  07414 07602 09103 16064 16065 19720 33060 33061 32634 33317 33322  33375 33376 33534  33617 33674 35089 35197 35683 40220 40351 40352 40353 40358 40365 40383  40384 40385 40728 40730 40733 40792 40794 40875 54841 54842 56435 56470 56504 56505 62554 70082 70085 70191 70519 70840 70843 84566 84662 82823)
- самолёты Ан-24 (Ан-24Б с бортовым номером:46318, Ан-24РВ с бортовыми номерами: 46520, 47264);

Из аэропорта Балаково выполнялись следующие регулярные авиарейсы 
- На самолётах Ан-24

П-355/356 Балаково-Саратов-Брянск-Минск1 2 раза в неделю по понедельникам и пятницам, в летний период 3 раза в неделю по понедельникам, средам, пятницам.     Рейс выполнялся Балаковским ОАО;
П-375/376 Балаково-Саратов-Донецк-Одесса 2 раза в неделю по вторникам и субботам, в летний период 4 раза в неделю по вторникам четвергам субботам и воскресеньям. Рейс выполнялся Балаковским ОАО;
П-377/378 Балаково-Саратов-Киев-Харьков 2 раза в неделю по средам и воскресеньям, в летний период 4 раза в неделю по вторникам четвергам субботам                     Рейс выполнялся Балаковским ОАО;
П-471/472 Балаково-Саратов-Минеральные Воды 2 раза в неделю по субботам и вторникам, в летний период 4 раза в неделю по вторникам четвергам субботам          Рейс выполнялся Балаковским ОАО;
П-485/486 Балаково-Саратов-Донецк-Симферополь 2 раза в неделю по понедельникам и пятницам. Рейс выполнялся Балаковским ОАО;
П-409/410 Саратов-Балаково-Казань-Пермь 2 раза в неделю по понедельникам и пятницам. Рейс выполнялся Саратовским ОАО;
П-411/412 Саратов-Балаково-Казань 2 раза в неделю по понедельникам и пятницам. Рейс выполнялся Саратовским ОАО;
П-415/416 Саратов-Балаково-Челябинск 2 раза в неделю по понедельникам и пятницам, в летний период 3 раза в неделю по понедельникам, средам, пятницам.           Рейс выполнялся Саратовским ОАО;
П-469/470 Саратов-Балаково-Уфа-Свердловск 2 раза в неделю по средам и воскресеньям Рейс выполнялся Саратовским ОАО;
П-1123/1124 Киров-Куйбышев(Самара)-Балаково в летний период 3 раза в неделю по вторникам четвергам субботам. Рейс выполнялся Кировским ОАО;
П-519/520 Горький (Нижний Новгород)-Куйбышев(Самара)-Балаково 3 раза в неделю по понедельникам вторникам четвергам субботам.ежденевно в летний период.     Рейс выполнялся Горьковским ОАО;
П-779/780 Чебоксары-Балаково-Ростов на Дону 2 раза в неделю по понедельникам и пятницам.в летний период 3 раза в неделю по  средам, пятницам, воскресеньям    Рейс выполнялся Чебоксарским ОАО;
П-785/786 Чебоксары-Балаково-Краснодар-Сухуми 2 раза в неделю по вторникам и четвергам Рейс выполнялся Чебоксарским ОАО;
П-851/852 Пенза-Балаково-Астрахань-Баку 5 раз в неделю по понедельникам вторникам средам пятницам и воскресеньям.ежденевно в летний период.                             Рейс выполнялся Пензенским ОАО;
П-943/944 Оренбург-Балаково-Волгоград-Краснодар 4 раза в неделю по понедельникам средам пятницами и воскресеньям. Рейс выполнялся Оренбургским ОАО;
- На самолётах Як-42

791/792 Москва (Домодедово) - Балаково  5 раз в неделю по понедельникам вторникам средам пятницам и субботам.ежденевно в летний период.                                   Рейс выполнялся Саратовским ОАО; 
Вначале Як-42 вылетал из Саратова в Домодедово 753 рейсом. Из Москвы выполнял рейс в Балаково и назад в Домодедово.Затем 754 рейсом возвращался в Саратов.
- На самолетах Л-410

П421/422 Саратов-Балаково 6 раз в неделю по понедельникам вторникам четвергам пятницам субботам и воскресеньям.ежденевно в летний период.                              Рейс выполнялся Саратовским ОАО;
- На самолётах Ан-2

выполнялся большой объём авиационных работ в Саратовской области и других регионах Поволжья, на Урале и в Казахстане
С 1992 года, после распада СССР, аэропорт пришёл в кризисное состояние. В 1994 году отсюда выполнялся единственный регулярный рейс — на Москву. В 1995—1996 годах выполнялись также рейсы на Екатеринбург, Берёзово, Магнитогорск, Сочи, Минводы, Краснодар.
С 1999 года регулярное авиасообщение из аэропорта окончательно прекратилось. В 2001 году аэропорт был закрыт, аэродром Балаково исключён из Реестра гражданских аэродромов России. 18 декабря 2001 года была закрыта и АМСГ Балаково.
С 2009 года ВПП балаковского аэропорта некоторое время использовалась как трасса для проведения автомобильных гонок Drag Racing.
В 2021 году на ВПП нанесена разметка, было замечено приземление малых самолетов класса Beech C90GTi King Air (RA-07893), Pilatus PC-12 NG (RA-01518).

## Авиационные происшествия с самолётами Балаковского авиаотряда
- 27 октября 1976 произошла авиационная катастрофа самолёта Ан-2 СССР-05706 363ЛО, выполнявшего рейс 481 по маршруту Балаково-Саратов. При заходе на посадку в аэропорт Саратов Центральный экипаж в нарушение ПВП в зоне а/п Саратов попал в сложные метеоусловия. Выполняя полёт в нижней кромке разорвано-дождевой облачности, службе движения об этом не доложил, уклонился от схемы захода на посадку и столкнулся с землёй. Самолет был обнаружен только через 22 часа (в связи с крайне неблагоприятными погодными условиями – туманом, осадками, тёмным временем суток) на высоте 287 м над уровнем моря на склоне заросшей мелколесьем и кустарником возвышенности в 4,5 км от аэропорта Саратов. КВС и 11 взрослых пассажиров погибли в момент удара. 2 детей скончались от переохлаждения. Второй пилот и безбилетный пассажир - пилот Балаковского ОАО - получили тяжелые ранения[2].

## Дальнейшая судьба самолётов Балаковского авиаотряда
На сегодняшний день из самолётов Балаковского авиаотряда летают:
- Ан-24РВ СССР-46520 47264 - в авиакомпании Турухан

- Ан-2Р СССР-02205 - во владении частного лица
- Ан-2Р СССР-02206 - принадлежит авиакомпании Приволжская Региональная АК RA-02206
- Ан-2Р СССР-19720 - во владении частного лица под новой регистрацией RA-3230К
- Ан-2Р СССР-33376 - принадлежит авиакомпании АгроАвиа АОН
- Ан-2Р СССР-33534 - принадлежит авиакомпании Приволжская Региональная АК
- Ан-2ТП СССР-33579 - принадлежит РОСТО/ДОСААФ под новой регистрацией RF-00425
- Ан-2Р СССР-01482 - во владении частного лица
- Ан-2Р СССР-33317 - принадлежит авиакомпании Аннушка
- Ан-2Р СССР-40353 - во владении частного лица
- Ан-2Р СССР-40383 - принадлежит авиакомпании АгроАвиа АОН
- Ан-2Р СССР-54842 - принадлежит авиакомпании Приволжская Региональная АК
- Ан-2Р СССР-32634 - во владении частного лица
- Ан-2Р СССР-56505 - принадлежит авиакомпании Авиалинии Мордовии - Саранский ОАО
- Ан-2Т СССР-70131 - принадлежит авиакомпании РОСТО/ДОСААФ под новой регистрацией RF-00645